# أوسكار رودريغيز كابريرا
أوسكار رودريغيز كابريرا (بالإسبانية: Óscar Rodríguez Cabrera)‏ هو سياسي مكسيكي، ولد في 4 ديسمبر 1964 في كامبيتشي في المكسيك. حزبياً، نشط في الحزب الثوري المؤسساتي. وقد انتخب عضو مجلس النواب المكسيك.